# センチュリーシリーズ

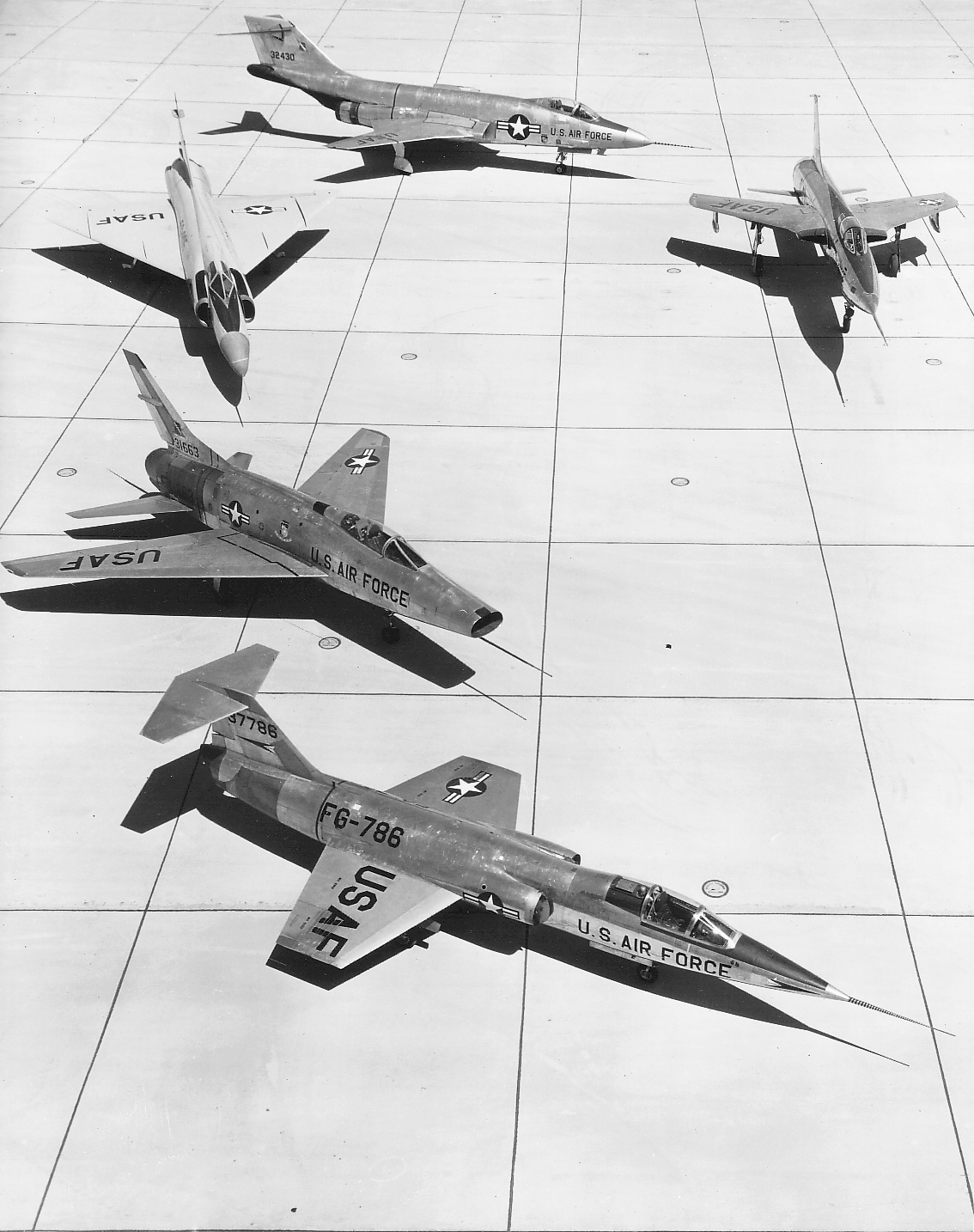
センチュリーシリーズ。手前から時計回りにXF-104、F-100、F-102、F-101、XF-105

センチュリーシリーズは1950年代に開発されたアメリカ空軍の戦闘機群。

## 概要
ノースアメリカン社のF-100 スーパーセイバーから始まる制式名称がF-100番台のものを、センチュリーシリーズという。世界初の実用超音速戦闘機が100というきりのいい型番になり、続く機体もみな超音速機となった事から、この名で呼ばれるようになった。基本的には実用化されたF-100からF-106までの6機種を指し、100番台でも試作・計画止まりのXF-103、F-107、XF-108、F-109を含むことは稀だが、さらにごく稀にF-110以降もセンチュリーシリーズに加えられている場合もある。
この型番の付与は意図的なものという説がある。スーパーセイバーを100番にするために、F-95からF-99はことごとく改名されており、初の超音速戦闘機をキリのいいF-100に割り当てたくて、無為に型番を消費させたのではないかという疑惑は、まことしやかに語られている。

## センチュリーシリーズ一覧
一般にセンチュリーシリーズと呼ばれるのは以下の6機である。
- ノースアメリカン F-100 スーパーセイバー
- マクドネル F-101 ヴードゥー
- コンベア F-102 デルタダガー
- ロッキード F-104 スターファイター
- リパブリック F-105 サンダーチーフ
- コンベア F-106 デルタダート

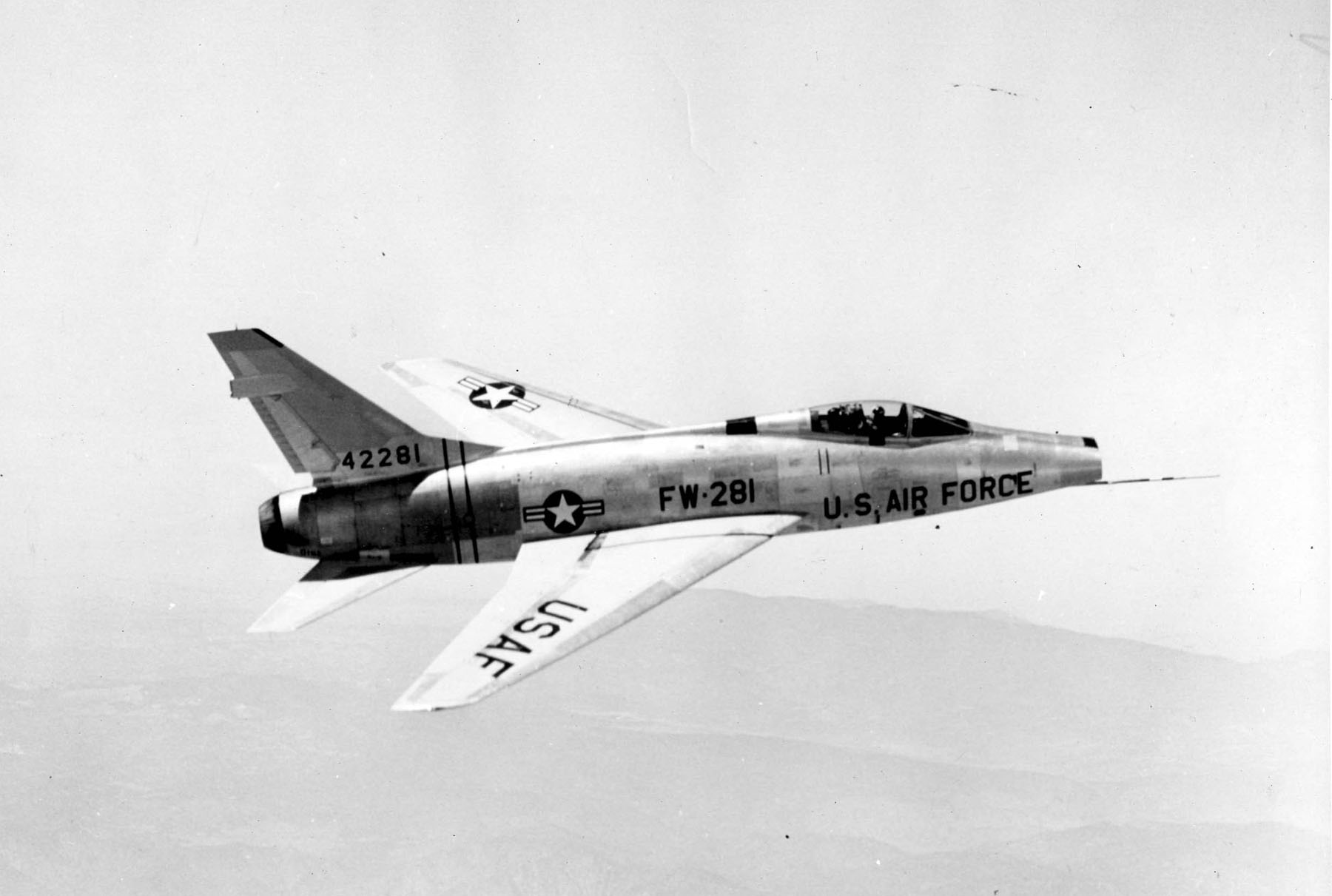
F-100D
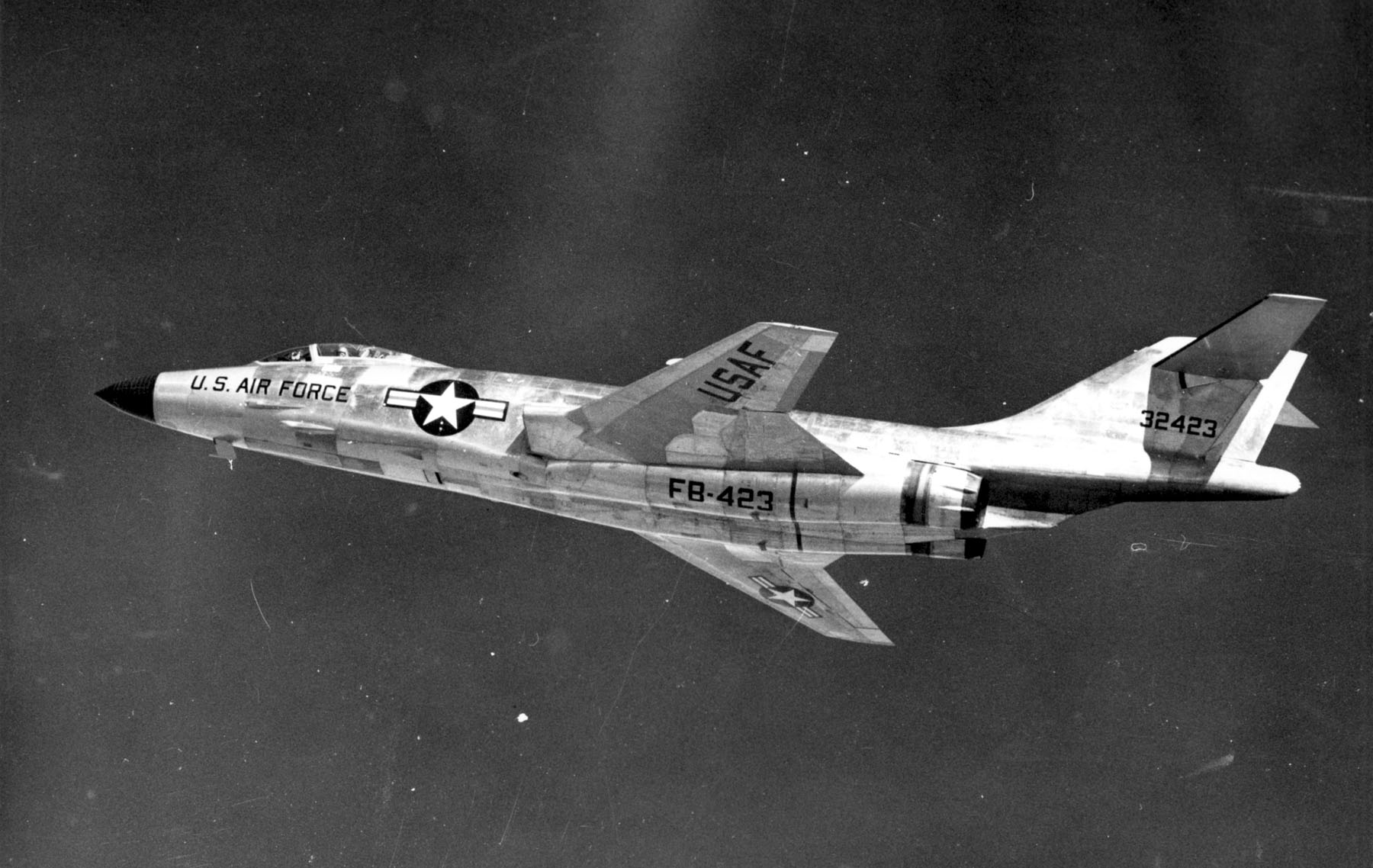
F-101A
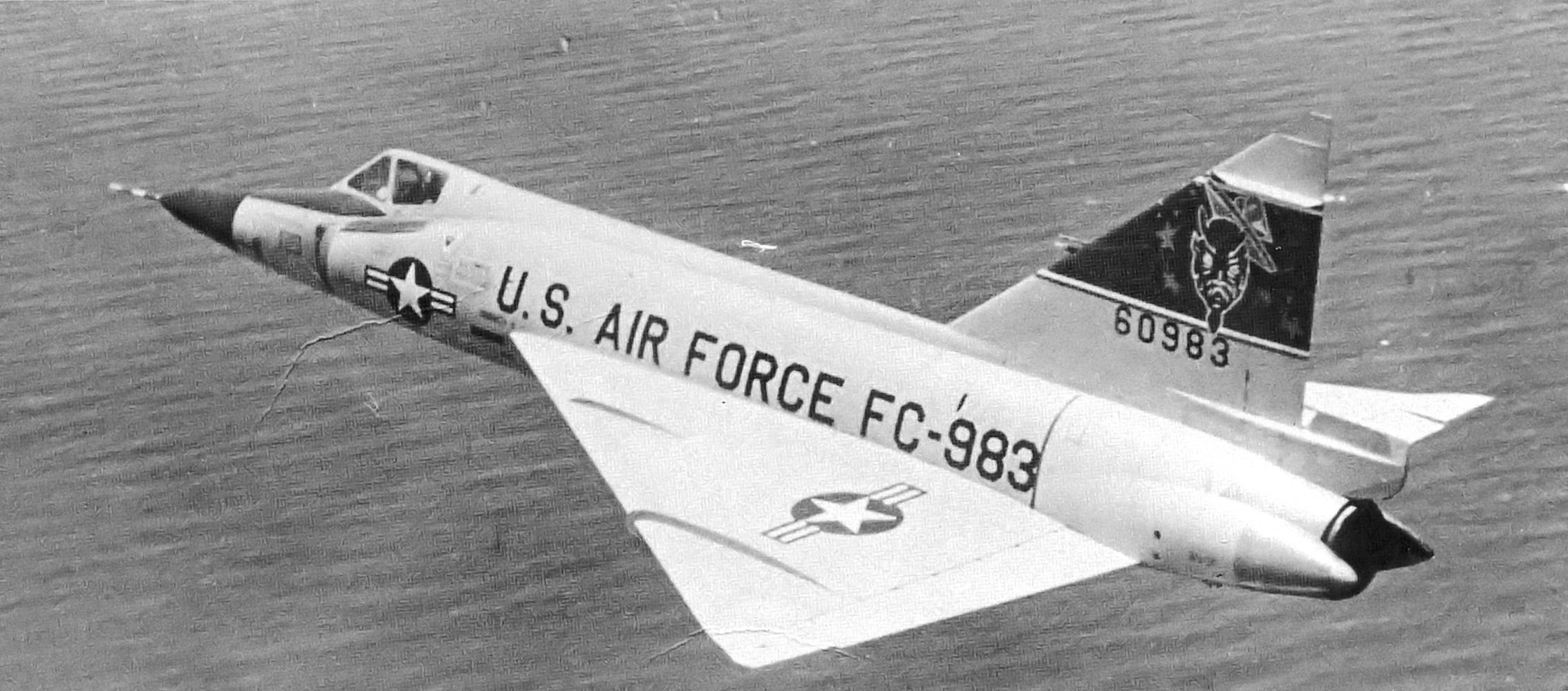
F-102A
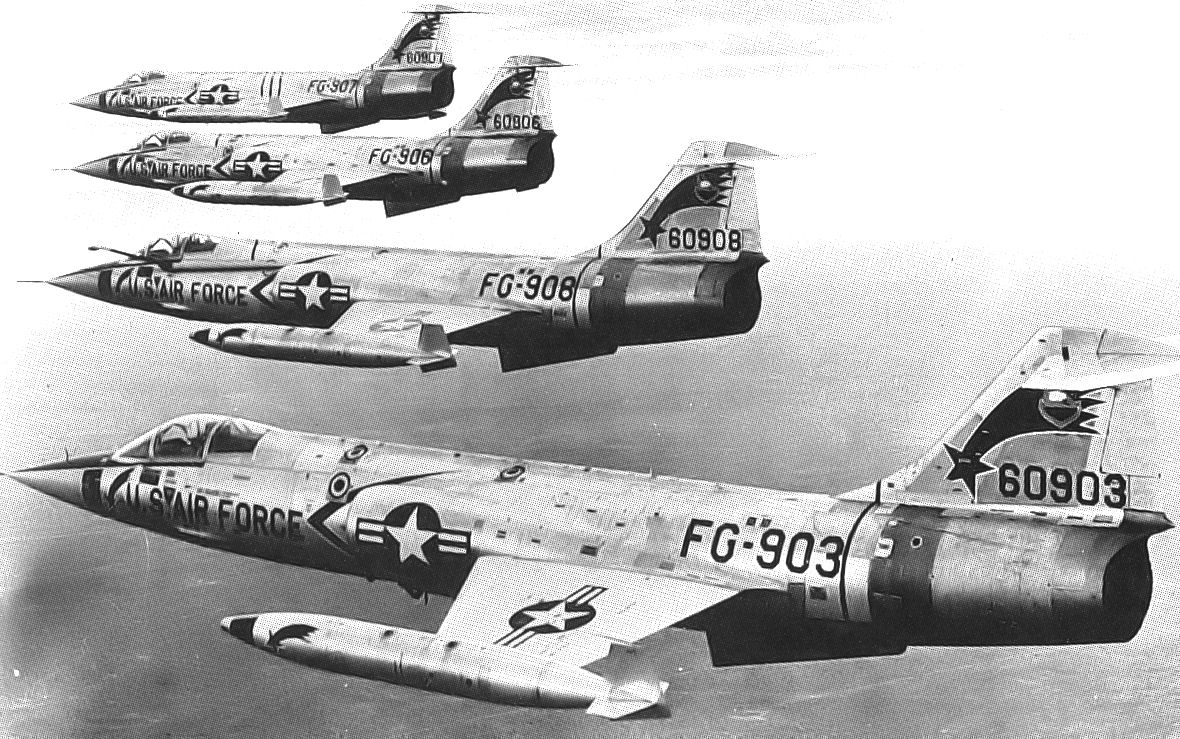
F-104C
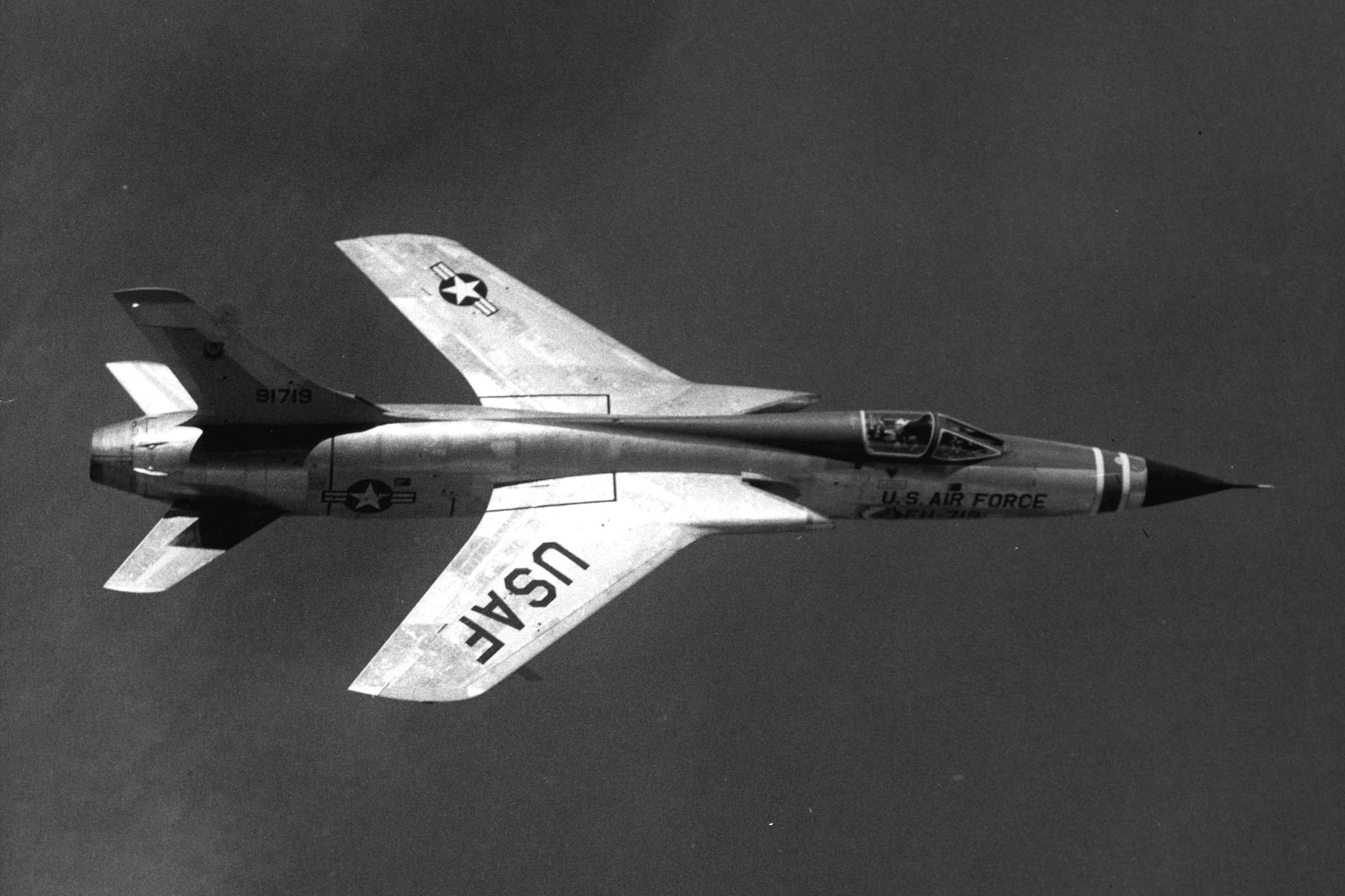
F-105D
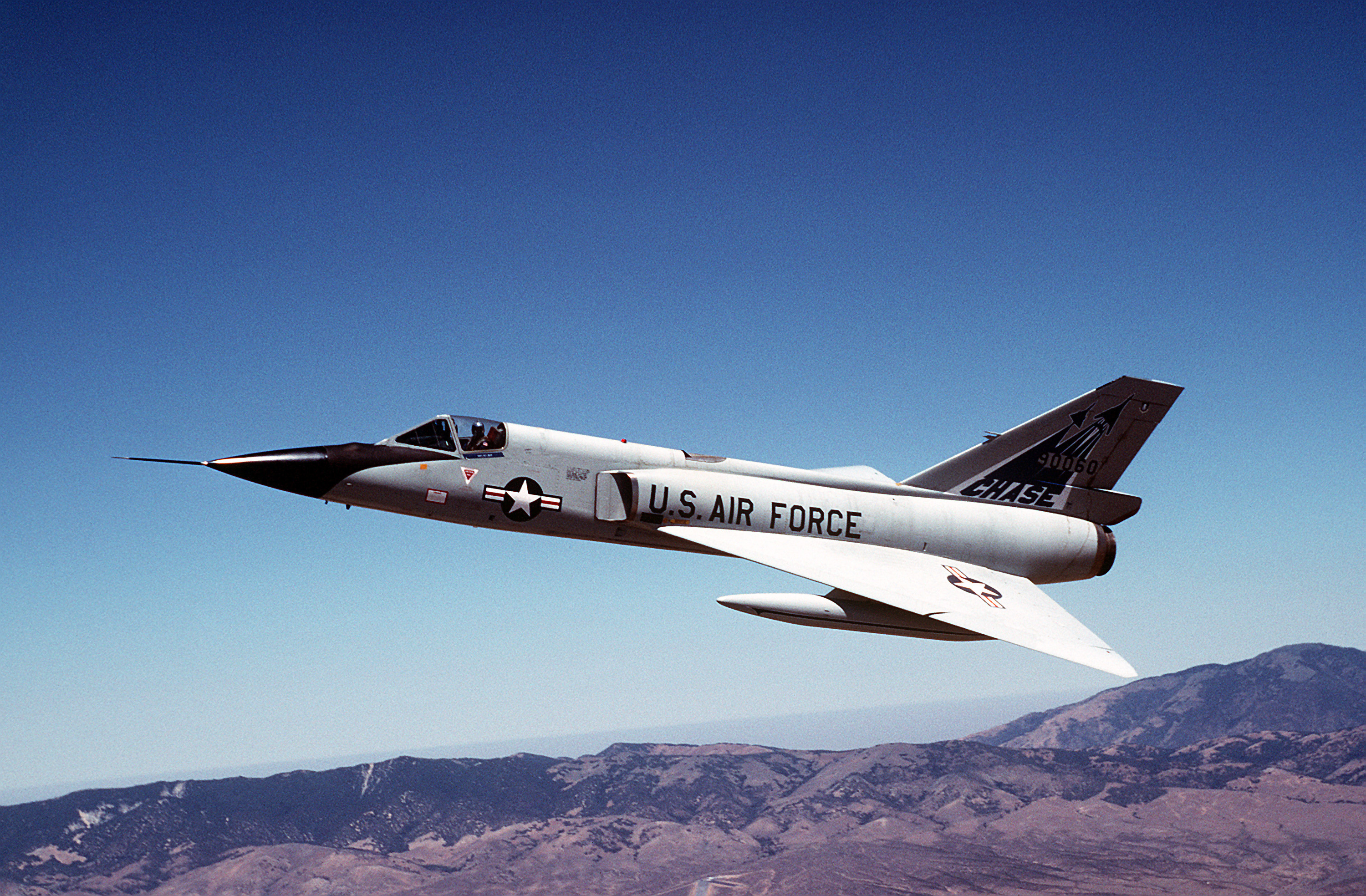
F-106A

以下の機体は100番台ではあるが、通常センチュリーシリーズに含まない。
- リパブリック XF-103 (モックアップのみ)
- ノースアメリカン F-107 (試作のみ)
- ノースアメリカン XF-108 レイピア (モックアップのみ)
- F-109 (正式には命名されず、4つの提案があった)
  - ベル D-188A (モックアップのみ)
  - マクドネル F-101B
  - コンベア F-106B
  - ライアンX-13の発展型戦闘機 (計画のみ)

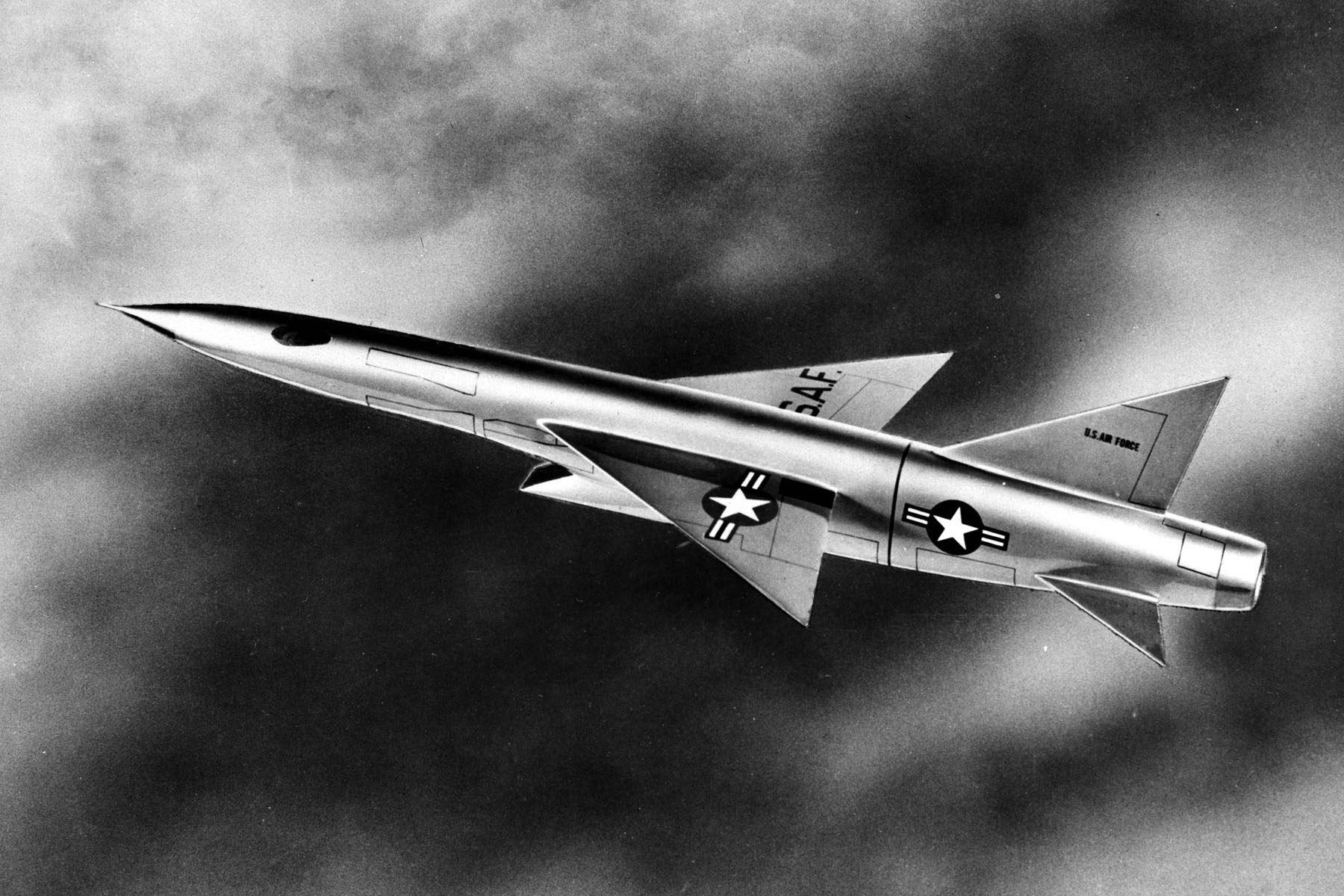
XF-103 (想像図)
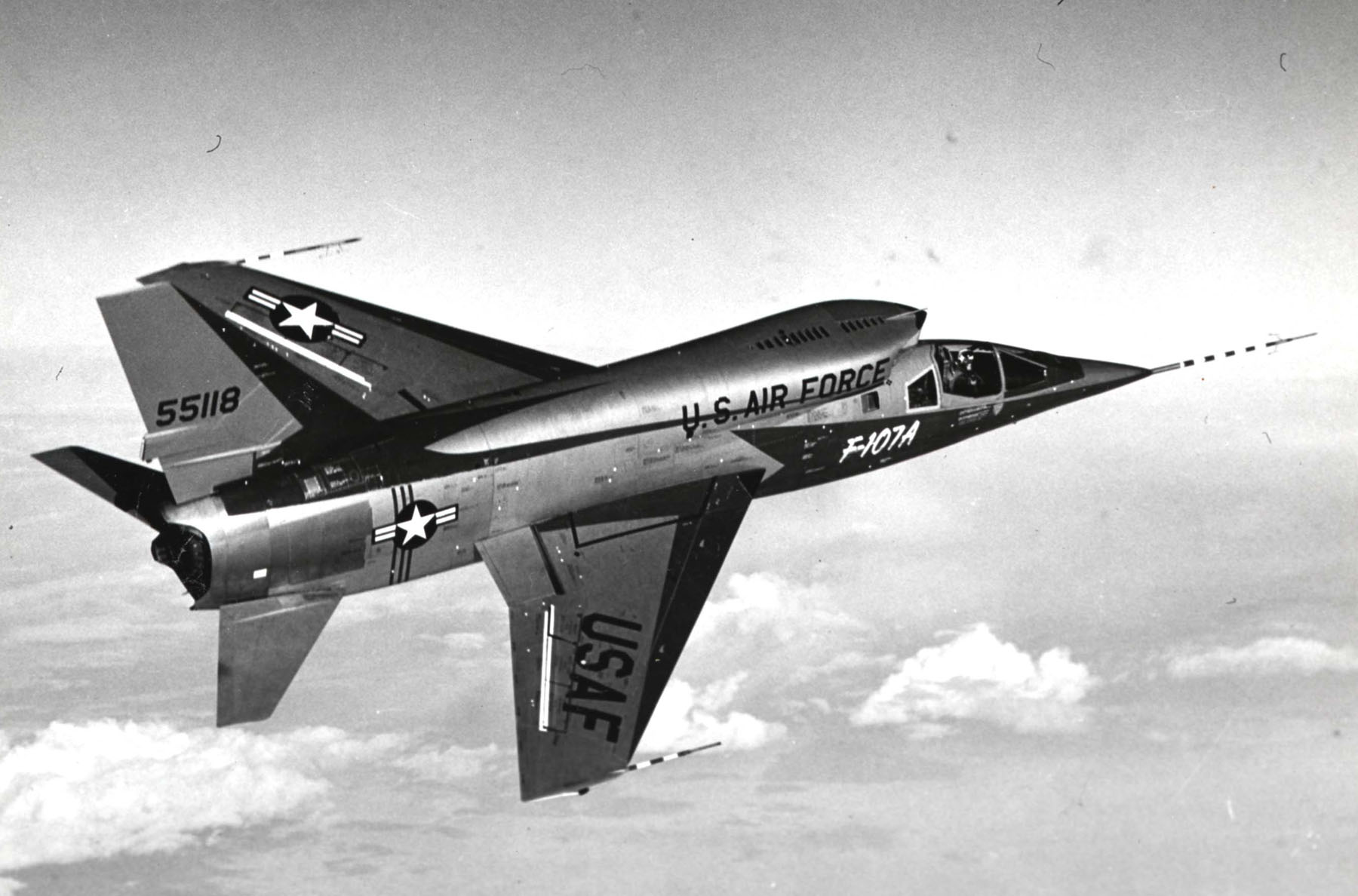
F-107A
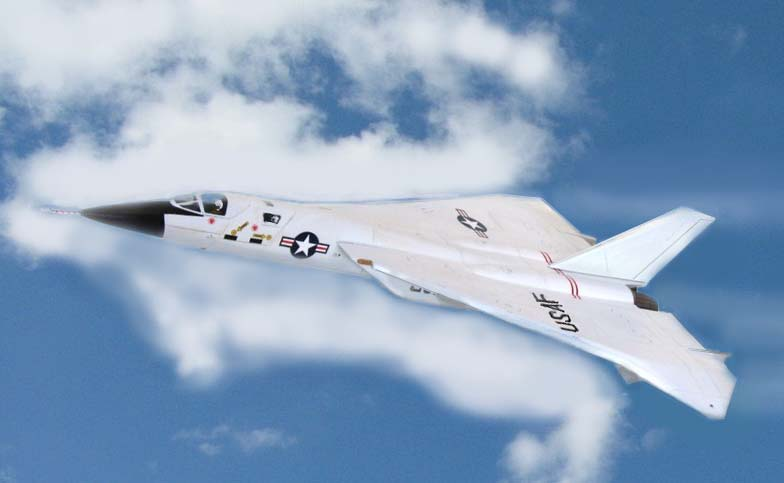
XF-108 (想像図)
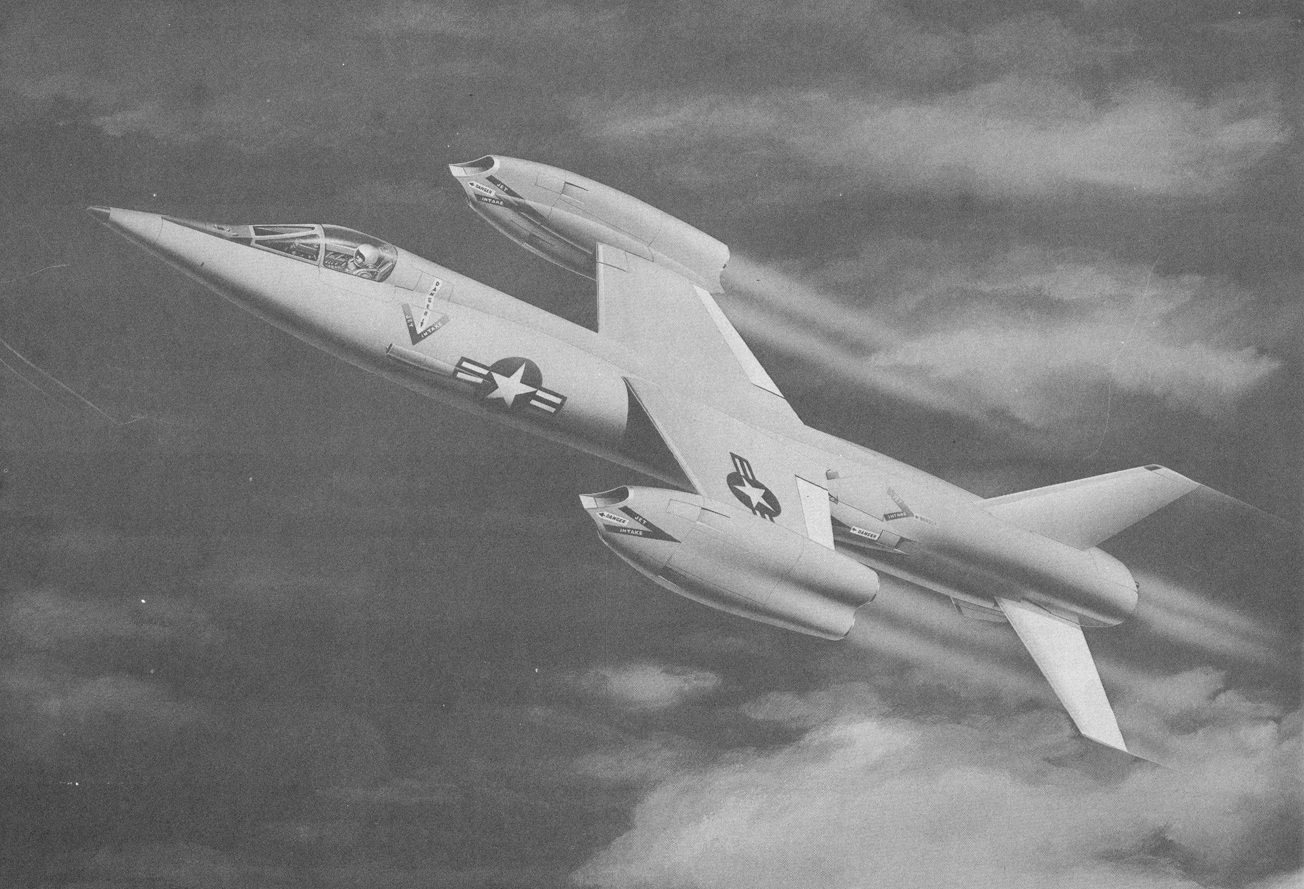
D-188A (想像図) F-109案のひとつ
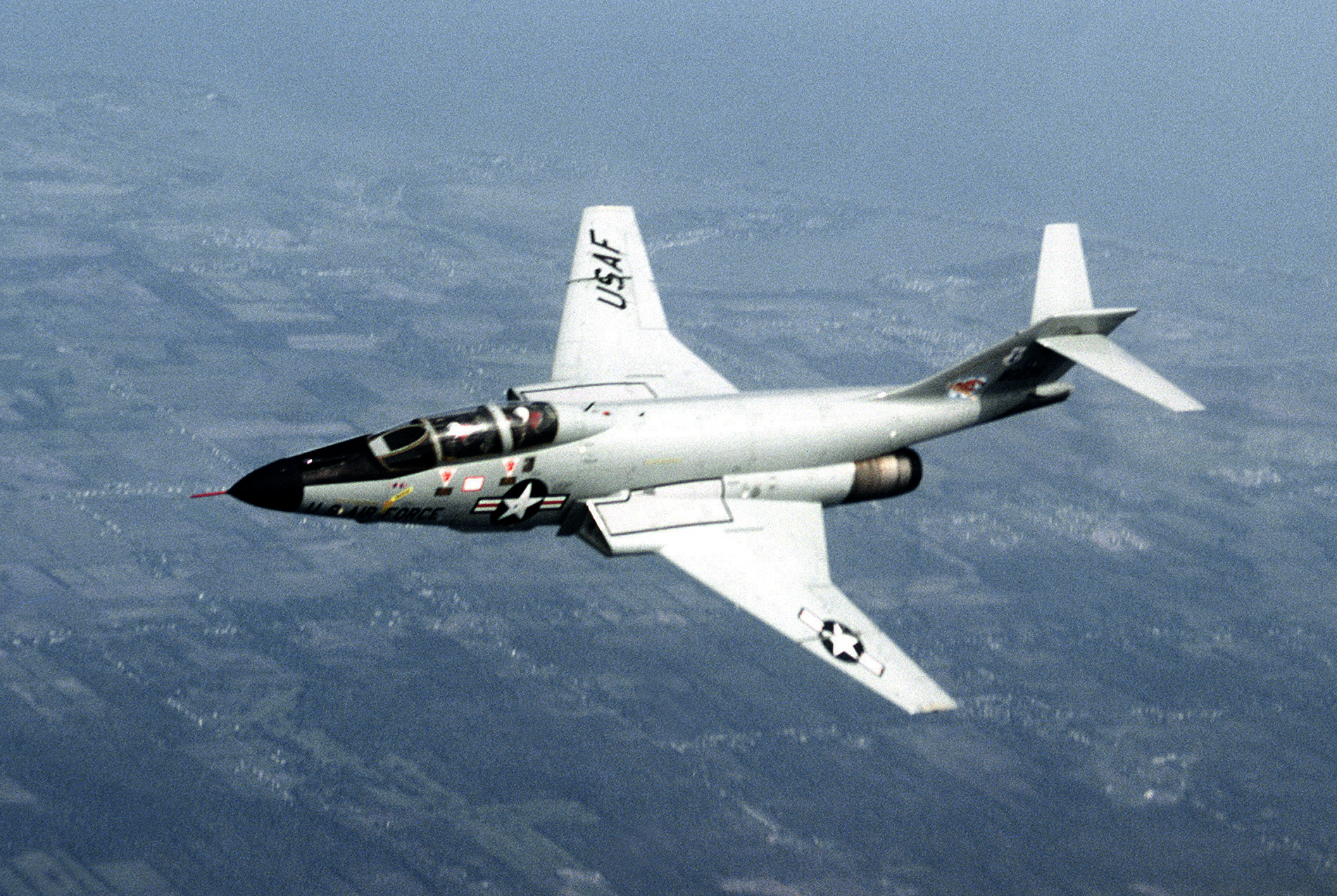
F-101B F-109案のひとつ
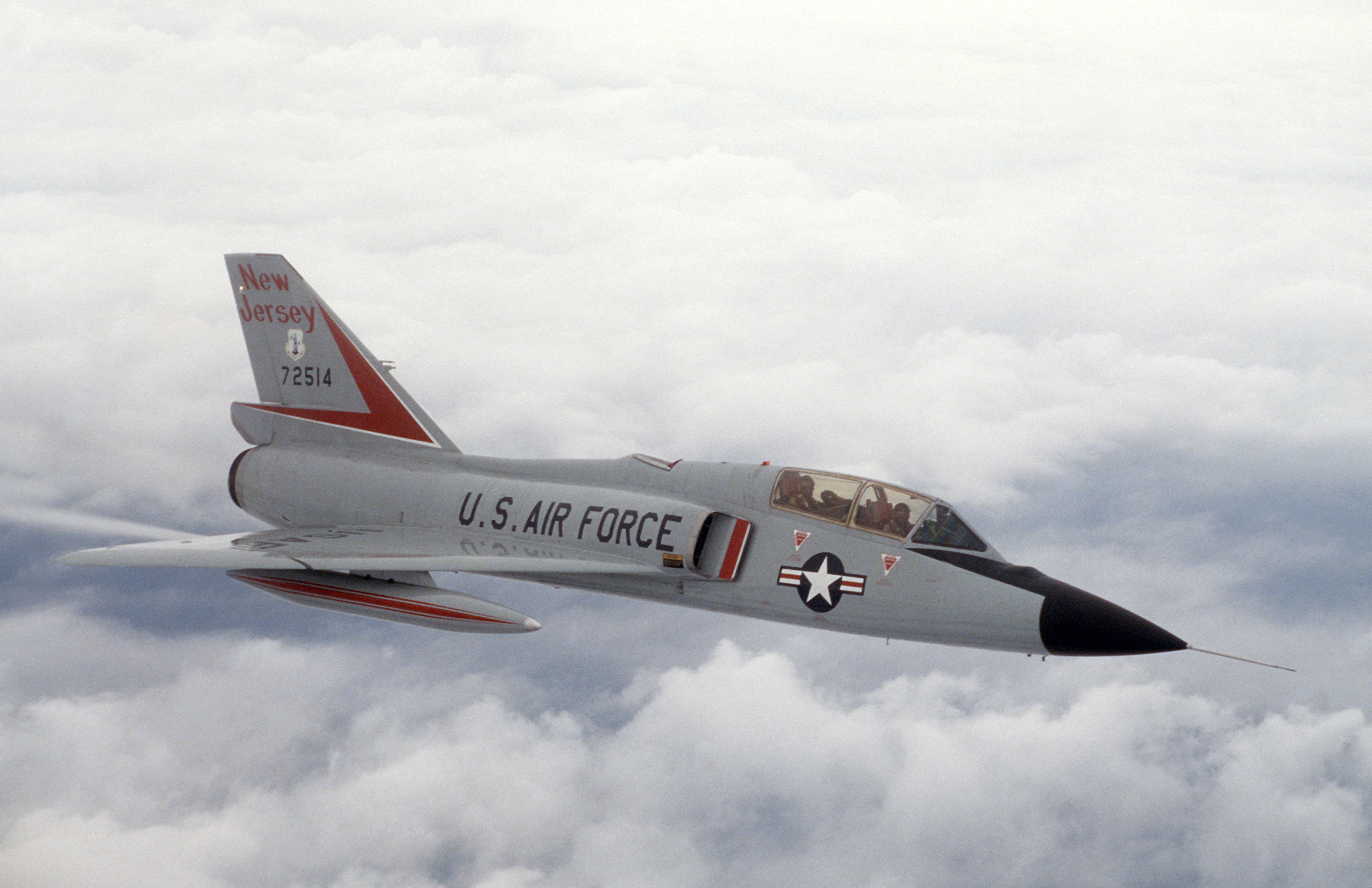
F-106B F-109案のひとつ
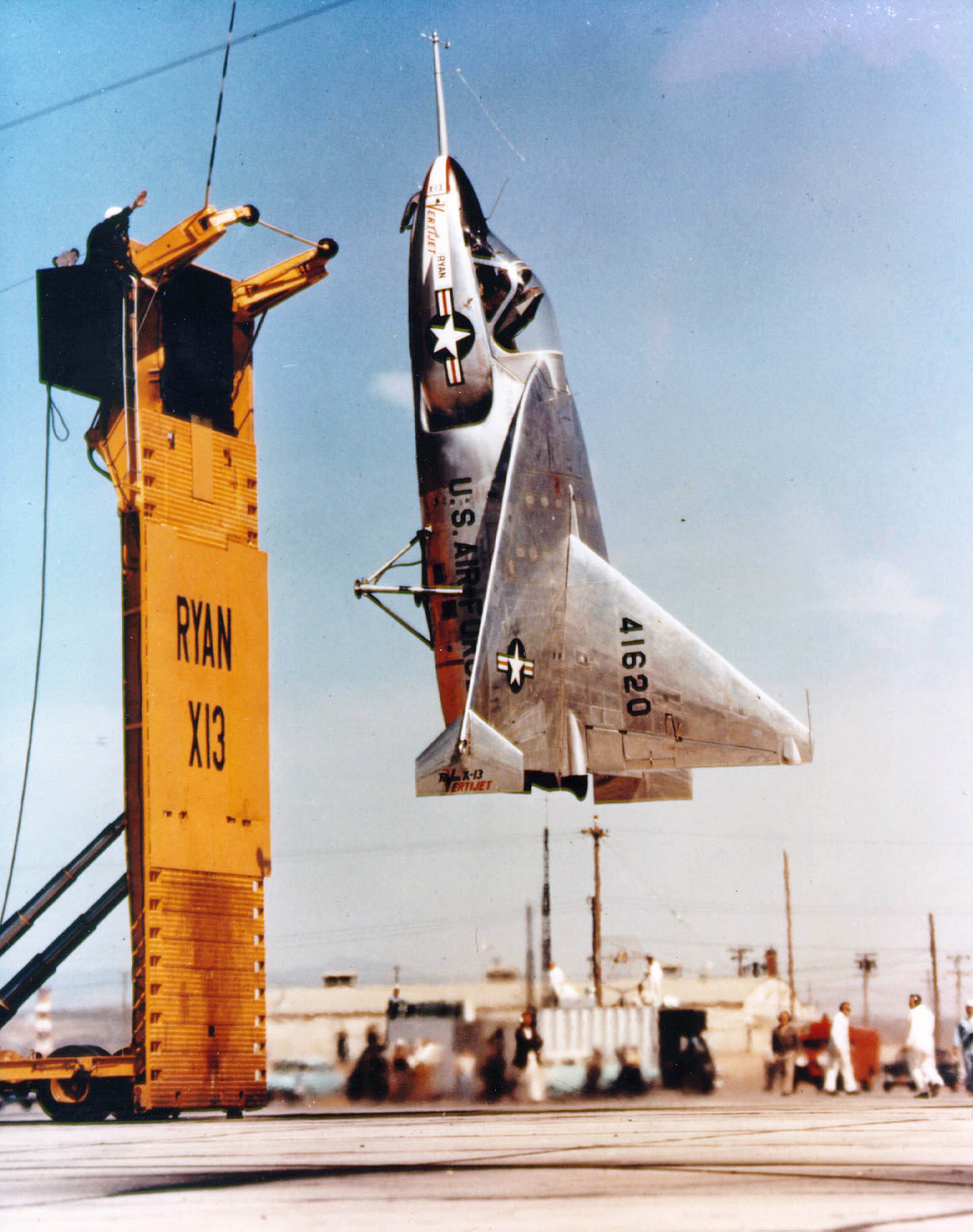
X-13 F-109案のひとつ

110番台をセンチュリーシリーズに含めることは稀である。
- マクドネル・ダグラス F-110 スペクター (後にF-4Cに改称)
- ジェネラル・ダイナミクス F-111 アードバーク
- ロッキード F-117 ナイトホーク

なお、110番台は、アメリカ空軍及び海軍が評価・研究用およびアグレッサー部隊にて限定的に運用しているMiG-21及び殲撃七型（YF-110として統一）、Su-22（YF-112）、MiG-23（YF-113）、MiG-17（YF-114）などロシア製・中国製の戦闘機(型式的に試作機扱い)に設定していたともいわれる。

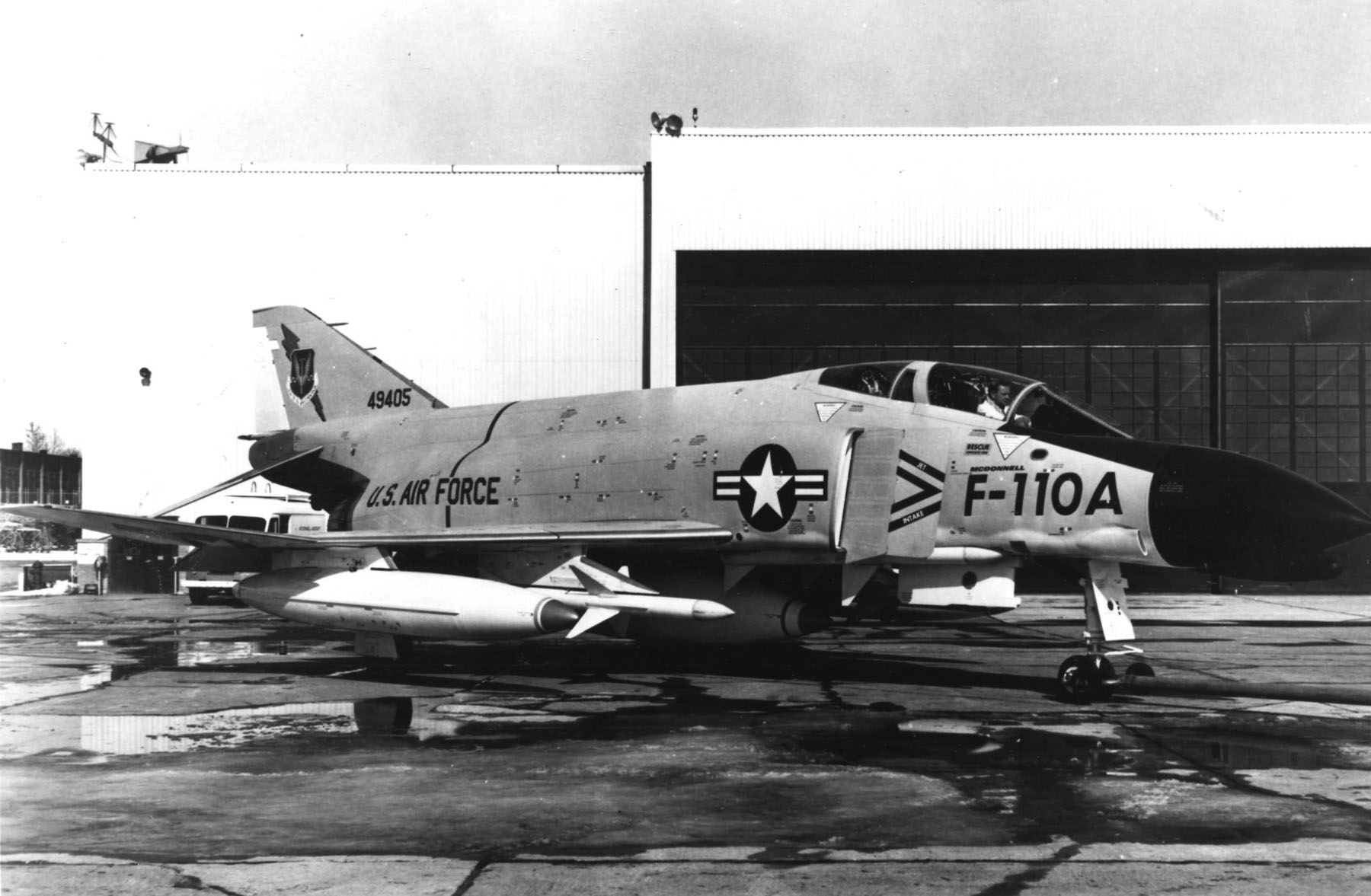
F-110A (F-4C)
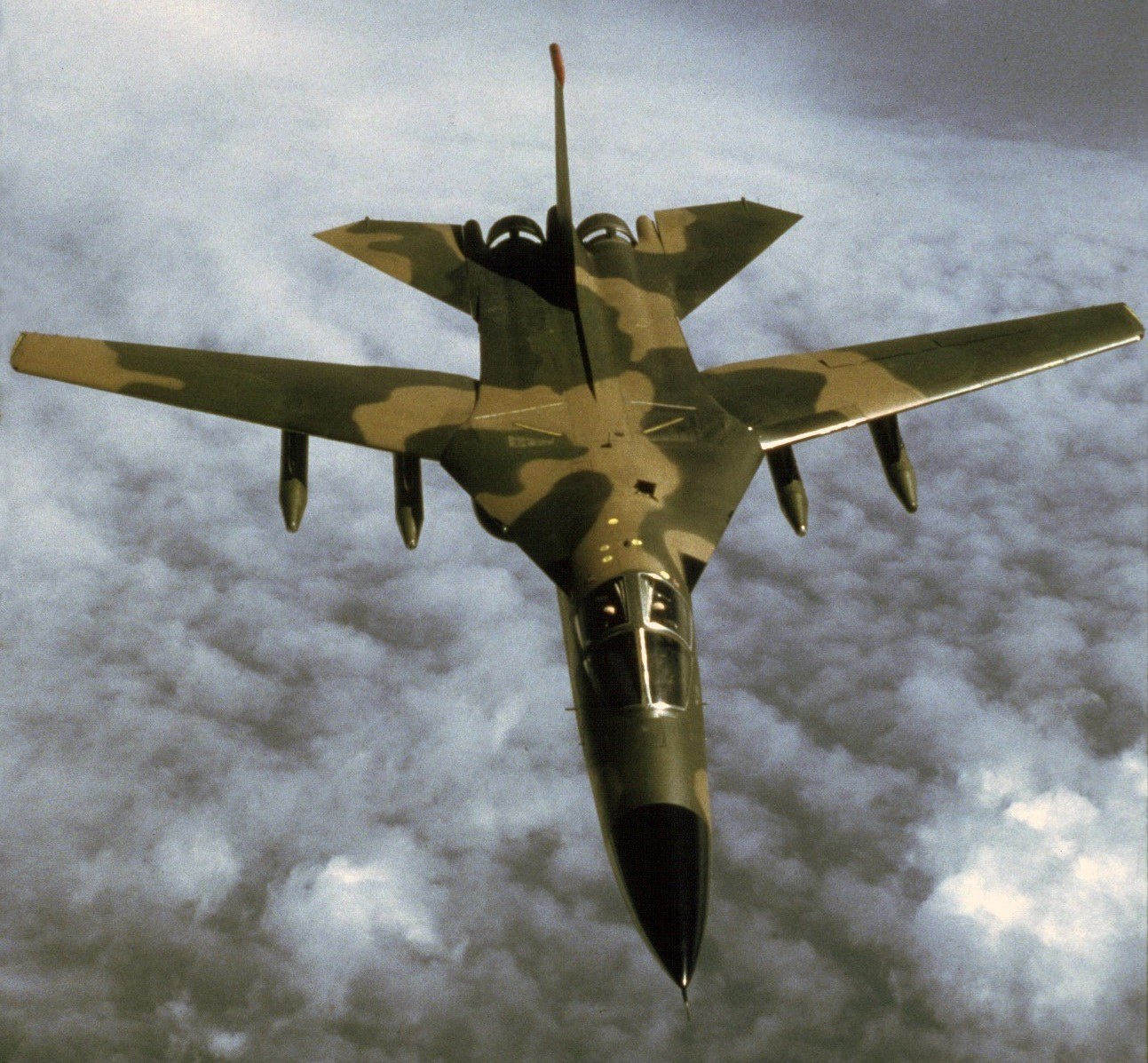
F-111
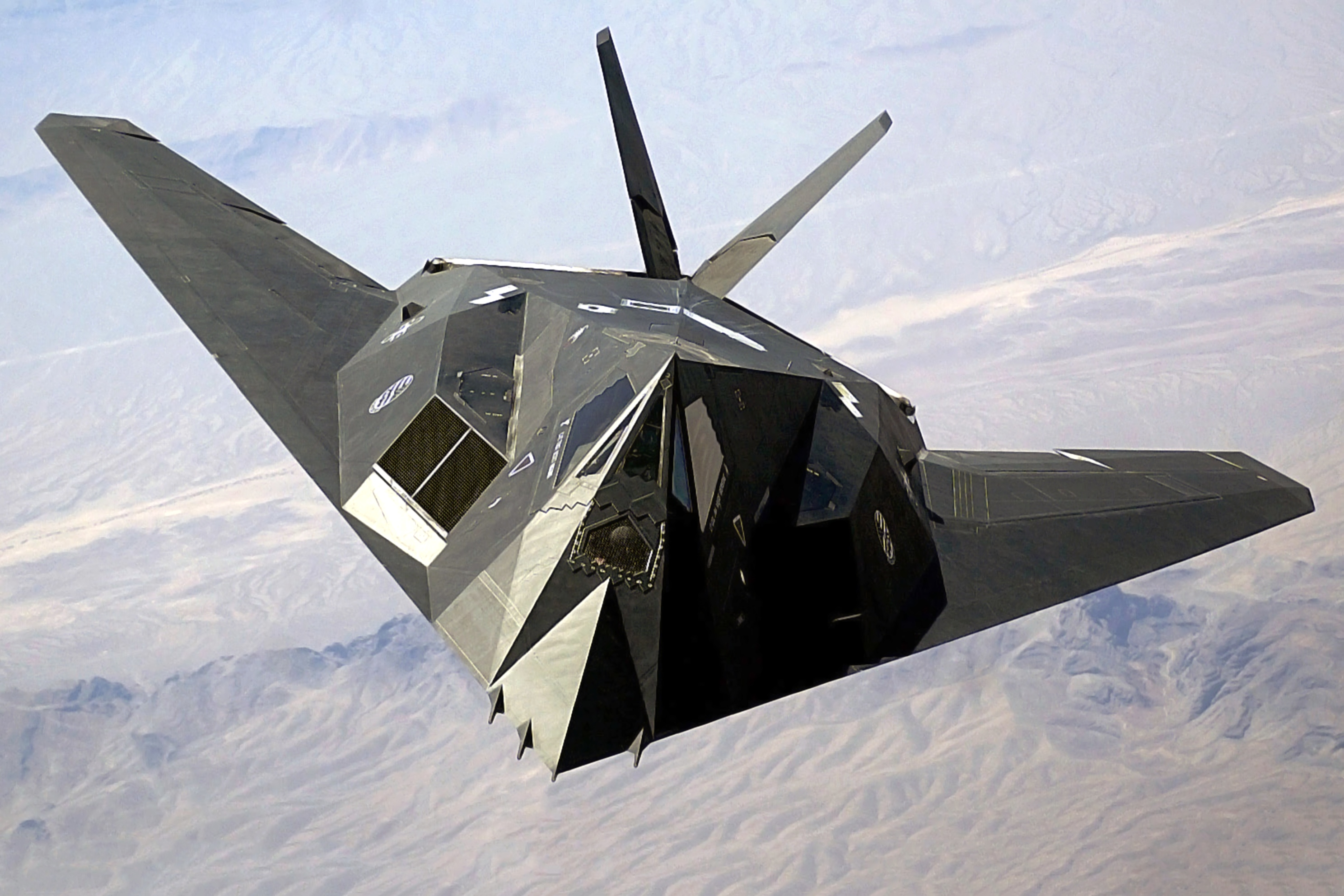
F-117
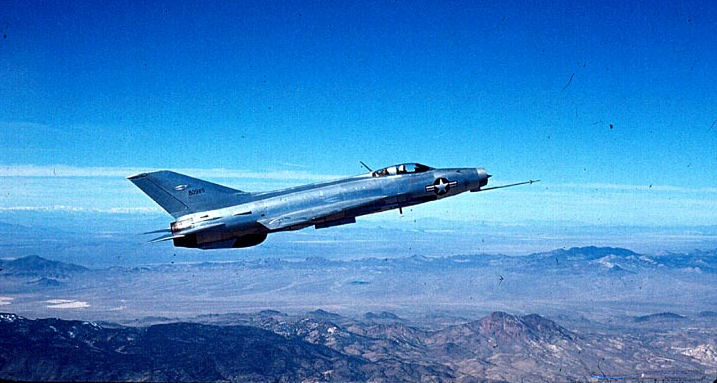
YF-110B (MiG-21F-13) ロシア製で米軍塗装の機体